# Július Bartl
Július Bartl (Zsolna, 1937. május 17. – Pozsony, 2022. április 19.) szlovák történész, levéltáros.

## Élete
Pedagógus családban nőtt fel. Turócszentmártonban járt népiskolába, majd a zsolnai gimnáziumban tanult és 1954-ben érettségizett a turócszentmártoni 11 éves középiskolában.
1959-ben végzett a Comenius Egyetem történelem-levéltáros szakán. 1958-1964 között osztályvezetőként dolgozott a Pozsonyi Állami Levéltárban. 1964-1992 között a Comenius Egyetem rektorátusán dolgozott. 1968-ban kandidátusi fokozatot szerzett a SzTA Történeti Intézetében. 1992-2004 között a Comenius Egyetem Pedagógiai Karán volt alapító tanszékvezető, 1997-2002 között a nagyszombati Szent Cirill és Metód Egyetem külső előadója. 1994-ben habilitált a Comenius Egyetemen, majd 2003-ban a Nagyszombati Egyetemen szerzett professzori címet.
Késő középkori várostörténettel, gazdaságtörténettel és egyetemtörténettel foglalkozott. Gimnáziumi történelemtankönyvek kiadásában is részt vett.
A Szlovák Levéltárosok Társaságának tiszteletbeli tagja volt.

## Elismerései
- 1979 Križko érem
- 1987 a Comenius Egyetem bronzérme
- 1997 a Comenius Egyetem ezüstérme
- 1999 Sasinek érem
- 2006 a Comenius Egyetem aranyérme

## Művei
- 1966 Bratislavská univerzita v rokoch 1938-1945. Sborník Filozofickej Fakulty Univerzity Komenského – Historica XVII, 3-34. (tsz. O. Dolan)
- 1991 Ako ďalej s dejinami našimi. Historický časopis 39.
- 1992 Archív Univerzity Komenského a možnosti využitia jeho fondov na výskum dejín vysokého školstva
- 1996 Žigmund Luxemburský
- 1997 Aktuálne problémy výučby na školách
- 1997 Úvod do štúdia dejepisu
- 2000 14. storočie. Prosperita v Uhorsku ohraničená krízami. Historická revue 11/4, 22-23.
- 2004 Pod osmanskou hrozbou. Osudy Slovenska od Albrechta Habsburského do tragickej bitky pri Moháči v roku 1526 s prihliadnutím na začiatky renesancie v čase vlády Mateja Korvína (tsz. Richard Marsina)
- 2008 Stavovské povstania uhorskej šľachty proti viedenskému absolutizmu ako konfesionálny problém. Verbum historiae I.
- 2014 K pomenovaniu Univerzity Komenského. Verbum Historiae 2014/1.
- 2017 Turčianske mestá a mestečká v stredoveku. In: Ingenii laus – Zborník štúdií venovaný jubilujúcemu prof. PhDr. Jánovi Lukačkovi, CSc.